# 吉迪翁·布兰德·范齐尔
PC吉迪翁·布蘭德·范齊爾（南非語發音：[ˈbrænt fan ˈzəil]; 1873年6月3日—1956年11月1日），南非政治人物，1946年至1951年間擔任總督。他也是首位南非本地出身的總督。 